# Cliff Leeman
Cliff Leeman (10. september 1913 i Portland, USA – 26. april 1986) var en amerikansk jazztrommeslager.
Leeman hører til eliten af klassiske bigband trommeslagere fra sidst i 1930'erne og op til begyndelsen af 1950'erne. 
Han har spillet med Glenn Miller, Artie Shaw, Tommy Dorsey og Woody Herman. 
Leeman spiller stil]istisk i traditionel og swing stil, med hovedvægten lagt på at akkompagnere orkestre og solister.